# ラジオWEST〜寺田繭子のわくわく金曜日〜
ラジオWEST〜寺田繭子のわくわく金曜日〜（らじおうえすとてらだまゆこのわくわくきんようび）はかつて静岡放送（SBSラジオ）で放送されていた情報番組。

## 概要
静岡県西部の情報を中心とした番組。浜松市のプレスタワーから公開生放送をしている。平日ワイド番組に内包されているコーナーも同様に放送される。
2014年3月28日に放送終了。

## 放送時間
毎週金曜日 9:00 - 12:45

## 出演者

### 2014年3月時点
パーソナリティ
- 寺田繭子

リポーター
- 山田門努 (2013年7月 - ）

### 過去
リポーター
- 渡邊愛 - 元キャスタードライバー（ - 2010年9月、2012年4月 - 2013年6月）
- 鈴木裕子（ - 2012年3月）

## タイムテーブル
- 09:00 オープニング
- 09:05 はままつシティウェーブ
- 09:10 こんにちは県庁です
- 09:20 磐田まちめぐりスクーピー
- 09:30 Radio de びぶれ
- 09:38 磐田まちめぐりスクーピー
- 09:45 ラジオショッピング
- 09:50 繭子の気になるら〜
- 09:55 交通情報・静岡新聞ニュース
- 10:00 テレフォン人生相談
- 10:20 住まいのリフォーム相談室（第1週）
  - でかけよう！ふるさと北遠（第2週）
  - ワンダーガーデン花ごよみ（第4週）
- 10:30 ｆ・マニア リクエスト
- 10:40 繭子の部屋へようこそ
- 10:50 繭子の小話
- 10:55 交通情報・静岡新聞ニュース
- 11:00 みんなの童謡
- 11:10 きくがわ通信 あなたにアエル（第1週）
- 11:15 磐田市情報館発！磐田情報局
- 11:25 ジャパネットたかたラジオショッピング
- 11:31 スクーピーのちょっとお邪魔しま〜す
- 11:45 もっとジュビロオレ！
  - ジュビロ磐田情報コーナー
- 11:50 メッセージ＆ミュージック
- 11:55 静岡新聞ニュース･天気予報
- 12:00 昼どき音ドキ　〜Play Back♪
  - 昼どき音ドキ 〜なう　♪
- 12:20 わく金・アメとムチ
- 12:31 ひるうたリクエスト
- 12:40 エンディング